# Olivier Serclot des Guyonnières
Olivier Serclot des Guyonnières, né le 12 mars 1762 à Évron et mort le 26 mars 1833 dans la même ville, est un homme politique français.

## Biographie

### Origine
Il appartient à une famille d'Évron. Il est le fils d'Olivier Serclot, avocat à Evron et de Jeanne-Françoise Godard du Coudray, fille d'un juge consul du Mans. Il est l'aîné de deux frères et d'une sœur

### Le droit
Il étudie pendant sept ans « sous la conduite de maîtres éclairés » au Collège de Château-Gontier, et à la fin de sa philosophie soutint une thèse générale très applaudie. Il hésite entre la médecine et le droit, choisit enfin cette dernière carrière qui est celle de sa famille et après 3 ans d'étude chez un procureur, à Angers, prend sa licence et se fait inscrire au siège d'Évron par déférence pour la volonté de son père, en 1788.

### La Révolution française
Devant le tribunal du district qui siège à Sainte-Suzanne, il plaide la cause des prêtres poursuivis par les révolutionnaires. Il est peu de temps accusateur public près du même tribunal.
A Évron, la municipalité, qui l'a rayé de la liste des notables pour ses idées bien connues le 30 octobre 1791, doit rapporter son arrêté. On voulut le compromettre dans le mouvement du 2 avril 1792 ; il se retire au Mans pendant trois mois, revient à Évron parce qu'on voulait l'incriminer d'émigration, est interné aux Bénédictines d'Évron pendant trois mois.
Il prend part de force à une expédition contre les insurgés qui à l'approche des Vendéens avaient voulu s'emparer de Saint-Denis-d'Anjou, et de retour à Évron est emprisonné de nouveau sur les dénonciations du procureur syndic Bouvet. Il échappe à une condamnation d'une commission révolutionnaire. Les gardes nationaux d'Evron demandent à François-Joachim Esnue-Lavallée, le 3 octobre 1793, en lui remettant les pièces de son procès, qu'on le fasse juger à Sablé. Lui-même, emprisonné de nouveau le 21 janvier 1794, proteste au représentant François qu'il ignore la cause de sa détention et qu'il n'a rempli aucune fonction publique depuis plusieurs années, 8 février 1794. On l'enferme encore pendant trois mois, puis il est gardé à vue dans la maison de son père, interné de nouveau un mois plus tard quand reviennent de Chartres les suspects qu'on y a conduits et définitivement mis en liberté après le 9 thermidor. Serclot alla passer huit mois au Mans.
Les électeurs réunis à Laval le nomment, après l'en avoir avisé, député au Corps législatif aux Élections législatives de 1797 dans la Mayenne. Dans le Conseil des Cinq-Cents, il siège parmi les modérés. Il essaie vainement de prendre la parole en faveur de la liberté religieuse. Le 4 septembre 1797 il exprime encore énergiquement ses revendications dans un article de journal. Mais le 5 septembre 1797, son élection est annulée par la suite après le Coup d'État du 18 fructidor an V. Il disparait alors de la scène politique nationale.

### Le retour à Evron
Il revient à Évron. Nommé maire de la ville le 21 juillet 1815, il prête serment le 26 entre les mains de M. Bouvet, son prédécesseur. Il doit régler la question délicate du casernement des troupes d'occupation, paie les halles, crée le champ de foire.
Une ordonnance royale le nomme conseiller général de la Mayenne le 15 mai 1816. A Évron, il pourvoit aux besoins de la classe ouvrière pendant l'année 1817, fait achever en 1822-1823 la grande route d'Évron à Sainte-Suzanne, rachète le presbytère et donne sa démission en 1830. Il est mort à Évron le 25 mars 1833, laissant des mémoires restés manuscrits, qui sont imprimés par la suite.
Son frère, Félix-Pierre-François , fait imprimer Les amours de Lolotte, ou Nicaise trompé, comédie en cinq actes et en vers (Le Mans, 1801, in-8).

## Sources
- « Olivier Serclot des Guyonnières », dans Alphonse-Victor Angot et Ferdinand Gaugain, Dictionnaire historique, topographique et biographique de la Mayenne, Laval, A. Goupil, 1900-1910 [détail des éditions] (BNF 34106789, présentation en ligne), t. III et t. IV. Article Serclot (Olivier-Joseph-Henri-René)
- « Olivier Serclot des Guyonnières », dans Adolphe Robert et Gaston Cougny, Dictionnaire des parlementaires français, Edgar Bourloton, 1889-1891 [détail de l’édition]

### Sources partielles utilisées par l'Abbé Angot
- Bibliothèque municipale de Laval, fonds Couanier, Bc.
- Registre paroissial d'Evron.
- Archives nationales, Q/1. 699.
- Gérault, Notice sur Évron, p. 107-110.
- Mémoires de Charles Maucourt de Bourjolly, t. II, p. 231.
- Narcisse Henri François Desportes, Bibliographie du Maine, p. 275.